# Lienella nigriceps
Lienella nigriceps là một loài tò vò trong họ Ichneumonidae.